# Les passions de l'ànima
Les passions de l'ànima (en francés: Les passions de l'âme) és la darrera obra publicada de René Descartes, acabada el 1649 i dedicada a la reina Cristina de Suècia.
L'autor col·labora amb una llarga tradició de teorització sobre "les passions". Les passions eren experiències ara anomenades emocions, en l'edat contemporània, i havien estat tema de debat entre els filòsofs naturals des de l'època de Plató.
Alguns notables precursors de Descartes que van aportar teories pròpies sobre les passions són Agustí d'Hipona, Tomàs d'Aquino i Thomas Hobbes.

## Orígens i articulació del text

### Origen

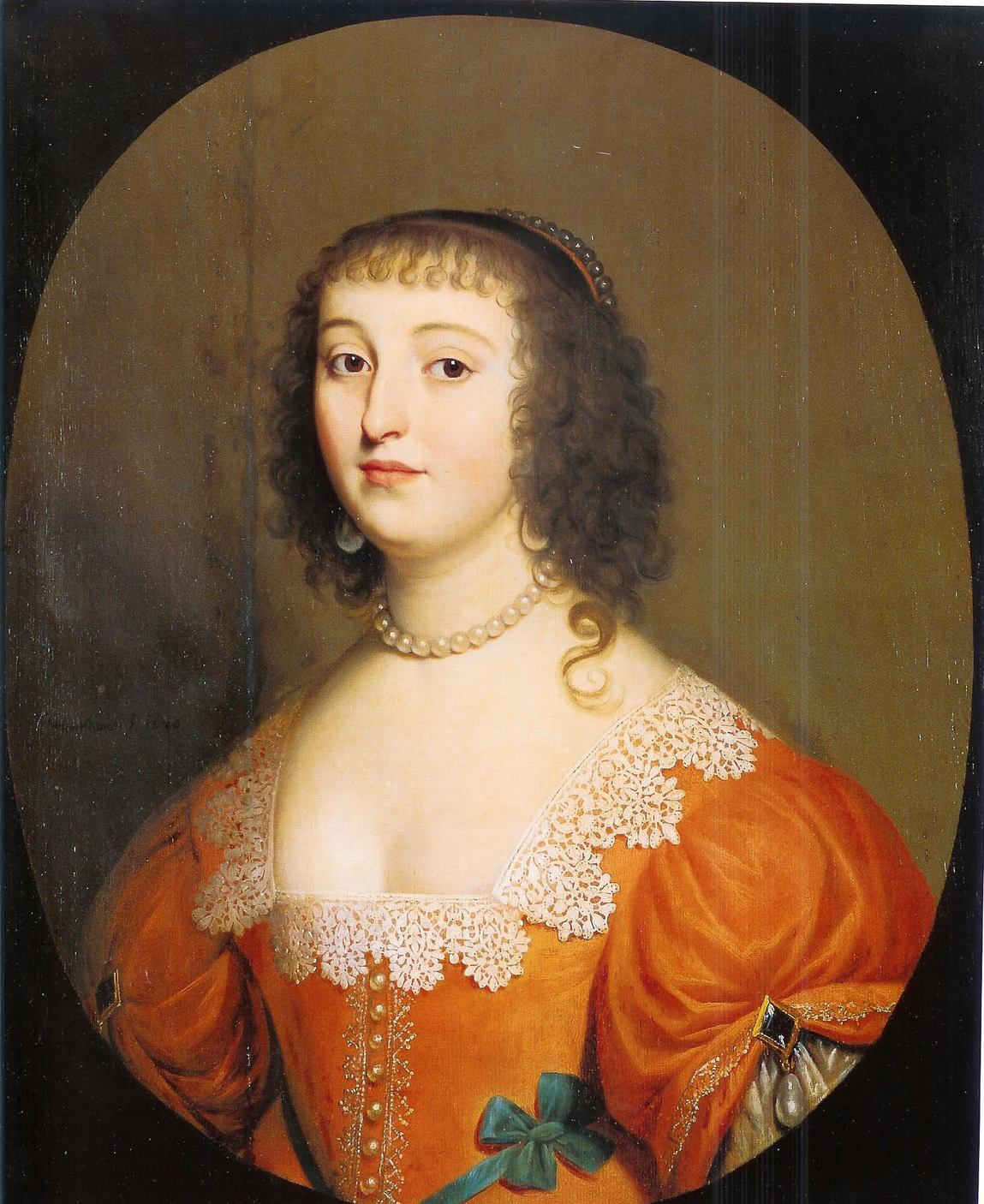
Elisabet de Bohèmia i del Palatinat, 1636

El 1643, Descartes comença una prolífica correspondència amb la princesa Elisabet de Bohèmia i del Palatinat, en què respon a les seues preguntes morals, en especial sobre la naturalesa de la felicitat, les passions i l'ètica. Les passions de l'ànima és com una síntesi d'aquest intercanvi.
Amélie Rorty sosté que l'examen de les passions en l'assaig de Descartes té un paper important per a il·lustrar l'evolució de la percepció de la ment cognitiva en el món occidental. Segons el seu article "De les passions a les emocions i sentiments", la necessitat de Descartes d'harmonitzar la influència de les passions en éssers d'una altra manera racionals remarca una inflexió en l'avanç de l'autoestima humana, en paral·lel amb el mètode científic com més va més racional.

#### Relació entre filosofia moral i ciència
Dins del pensament científic del segle xvii, que abandonava la idea del cosmos en favor d'un univers obert guiat per lleis inviolables de la natura (vegeu-ne Alexandre Koyré), les accions humanes ja no depenien pas de la comprensió de l'ordre i el mecanisme de l'univers (com ocorria en la filosofia grega), sinó d'entendre el funcionament essencial de la natura.
Fou en aquest context que Descartes parla sobre les passions, ni com un moralista ni des d'una perspectiva psicològica, sinó considerant-les un mètode d'exploració d'un aspecte fonamental de la ciència natural. "El meu propòsit no és explicar pas les passions com a orador", escrigué en una carta al seu editor el 14 d'agost del 1649, "ni com a filòsof, sinó sols com a físic". En fer-ho, Descartes s'aparta de la tradició aristotèlica (segons la qual els moviments del cos s'originen en l'ànima), i també de les tradicions estoiques i cristianes que defineixen les passions com les malalties de l'ànima i que dicten que siguen tractades com a tals. Així, Descartes afirma que les passions "són intrínsecament bones i que el que hem d'evitar n'és el mal ús o l'excés".
En el context mecanicista de la vida, que estava guanyant popularitat en la ciència del segle xvii, Descartes percebia el cos com una màquina autònoma, capaç de moure's independentment de l'ànima. A partir d'aquesta percepció fisiològica del cos que Descartes desplegà les teories sobre les passions de l'ànima. Anteriorment considerades com una anomalia, les passions esdevingueren un fenomen natural, que necessitava una explicació científica.

#### La noció de passió
El tractat se centra en la filosofia de Descartes dels seus assaigs anteriors, especialment en la distinció entre cos i ànima: la substància pensant (res cogitans) és incorpòria, mentre que el cos és físic (res extensa), però no pensa i es defineix sobretot per la forma i el moviment. Això és el que es coneix com a dualisme cartesià. En Les passions d'ànima, Descartes explora encara més el misteriós problema entre ment i cos.
Les passions, com René Descartes les entenia, corresponen si fa no fa als sentiments que ara es diuen emocions, però n'hi ha diferències importants. En principi, les passions, com ho suggereix l'etimologia de la paraula, són per naturalesa sofertes i suportades, i per tant són resultat d'una causa externa que actua sobre el subjecte. En canvi, la psicologia moderna considera que les emocions són una sensació que es produeix dins del subjecte i, per tant, és produïda pel subjecte en si.
En aquest assaig, René Descartes defineix les passions com "percepcions, sensacions o commocions de l'ànima que relacionem en particular amb l'ànima i que són causades, mantingudes i enfortides per un moviment dels "esperits" (art. 27). Els "esperits" ací són "esperits animals", una noció bàsica per a comprendre la fisiologia de l'autor. Aquests funcionen amb una capacitat semblant al sistema nerviós de la medicina moderna. Descartes argumenta que aquests esperits animals es produeixen en la sang i causen l'estimulació física que fa que el cos es moga. Si afecten els músculs, per exemple, els esperits dels animals "mouen el cos de totes les maneres distintes en què és capaç de fer-ho" (art. 10).
Descartes no rebutja pas en principi les passions; subratlla, al contrari, el seu paper beneficiós en l'existència humana. Sosté que els humans han de treballar per a entendre millor la seua funció per a controlar-les en comptes de ser controlats per elles. Per tant, "[e] fins i tot aquells que tenen les ànimes més febles podrien adquirir un domini absolut sobre totes les seues passions si treballassen prou com per a entrenar-les i guiar-les" (art. 50).

### Organització del tractat
L'organització del llibre és indicativa de la filosofia de Descartes. Aplicant el seu famós mètode a la filosofia moral, representa el problema de les passions de l'ànima en termes dels seus components integrals més simples. Distingeix entre sis diferents passions: 
 No hi ha, però, moltes passions simples i bàsiques ... veuràs fàcilment que només n'hi ha sis: admiració, amor, odi, desig, alegria, tristesa. Totes les altres es componen d'algunes d'aquestes sis o en són espècies. Així que t'ajudaré a trobar el teu camí per la gran multitud de passions tractant-ne les sis bàsiques per separat i després mostraré com totes les altres en deriven. —Descartes, Passions de l'ànima, article 69.
Amb aquestes sis passions primàries (admiració, amor, odi, desig, alegria i tristesa) Descartes comença la recerca sobre els seus efectes fisiològics i la seua influència en el capteniment humà. Després continua combinant les sis passions per a crear-ne una imatge holística.
L'obra es divideix en tres parts, titulades:
1. Les passions en general i incidentalment tota la naturalesa de l'ésser humà
2. El nombre i ordre de les passions i explicacions de les sis passions bàsiques
3. Passions específiques

El treball es divideix encara més, dins de les tres parts majors, en 212 articles curts que poques voltes excedeixen d'uns paràgrafs.

## Problemes filosòfics

### Estat del subjecte

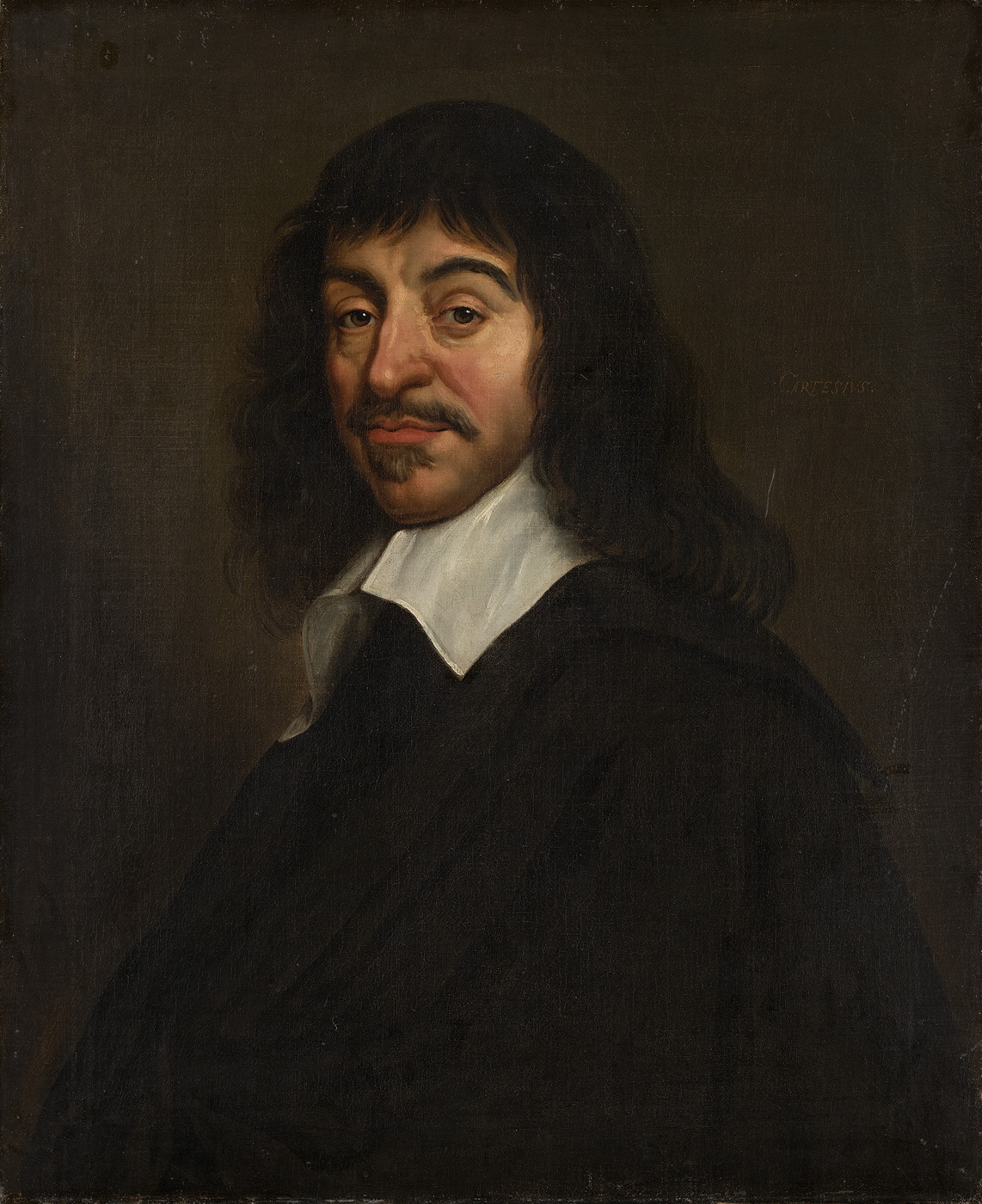
Retrat de René Descartes

Segons Michel Meyer, les Passions és una de les obres publicades més importants de Descartes. Descartes escrigué el tractat en resposta a una aguda ansietat filosòfica i, tanmateix, en fer-ho, s'arriscà a destruir la totalitat del seu treball anterior i el sistema cartesià.
El problema sorgeix perquè les passions, basades inextricablement en la naturalesa humana, amenacen la supremacia del subjecte pensant, en què Descartes basa el seu sistema filosòfic, en concret en el Discurs del mètode. L'autor havia convertit el pensament en el fonament de la certesa objectiva en la seua famosa afirmació: "Cogito, ergo sum" (Pense, llavors existisc). En aquest sistema es basa la possibilitat de conéixer i comprendre el món. En permetre que les passions poguessen interrompre el procés de raonament en l'ésser humà, va permetre una falla inherent en aquesta prova. I si l'ésser humà es veiés obligat a dubtar de la veritat de les seues pròpies percepcions, en què podria basar la comprensió del món natural?
A més a més, una altra diferència entre els assaigs de Descartes sobre física i sobre la naturalesa humana que es troben en Passions és la seua relació amb la teleologia aristotèlica. Mentre Descartes discuteix l'existència d'una causa final en física, la naturalesa del seu treball en l'examen dels orígens i funcions dels desigs en l'ànima humana necessita un objectiu final cap al qual l'individu treballa.

### La relació entre el cos i l'esperit
El Tractat de les passions exposa també el problema del dualisme cartesià. En la primera part, Descartes reflexiona sobre la relació que hi ha entre la substància pensant i el cos. Per a l'autor, l'únic vincle entre aquestes dues substàncies és la glàndula pineal (art. 31), l'indret on l'ànima s'adhereix al cos.
Les passions que examina Descartes són les accions del cos sobre l'ànima (art. 25). L'ànima pateix la influència del cos i està influenciada per les passions. De la manera en què Descartes mostra el cos humà, els esperits animals activen la glàndula pineal i causen molts problemes (o emocions fortes) en l'ànima.

## La combinació de les passions
Les passions ataquen l'ànima i obliguen el cos a cometre accions inapropiades. Per tant, Descartes estudia en la segona part del tractat els efectes particulars de cada passió per separat i les seues maneres de manifestar-se. L'estudi de les passions ens permet comprendre aquests elements que, d'una altra manera, podrien pertorbar les capacitats de raonament racional d'un humà.
Alhora, la modernitat de Descartes també hi aflora en l'assaig. Fins i tot mentre descriu les passions i els seus efectes, mai emet una prohibició general en contra com a defectes humans fatals que han d'evitar-se a tota costa. Els reconeix com un aspecte inherent humà, que no s'han de prendre com a aberracions. A més a més, el paper de les passions sobre el cos no és insignificant. Descartes indica que s'han d'aprofitar per a aprendre quines són bones i roïnes per al cos i, per tant, per a l'individu (art. 211 i 212).
La major part de l'assaig es dedica a enumerar les passions i els seus efectes. Comença amb les sis passions bàsiques i després les passions específiques que es deriven de combinar-les. Per exemple, el menyspreu i l'estima són dues passions derivades de la passió bàsica d'admiració (art. 150). La passió que més valora l'autor és la generositat per l'efecte positiu que té sobre l'individu (art. 153).

## Controlar les passions
Per a Descartes, res podria ser més perjudicial per a l'ànima i, per tant, per al procés de pensament, que és la seua funció principal (art. 17), que el cos (art. 2). Afirma que les passions no són pas nocives en si mateixes. Per a protegir, però, la independència dels pensaments i garantir la comprensió de la realitat d'una persona, indica que cal conéixer les passions i aprendre a controlar-les per a donar-los el millor ús possible. També és necessari, per tant, que les persones s'esforcen per dominar la separació que hi ha entre el cos i la ment.

## La influència deLes passions de l'ànima
En el seu estudi de les idees errònies modernes i populars de la filosofia de Descartes, Lilli Alanen pensa que Gilbert Ryle, autor de The Concept of Mind (1949), s'associa amb una aplicació moderna de la filosofia de Descartes tal com s'exposa en les Passions. Segons Alanen, Ryle descriu el vertader humà com el "fantasma en la màquina", separant el cos de la "ment" metafísica, que en realitat també encapsula l'esperit. Alanen creu que aquesta filosofia és més semblant a la de Plató, mentre que la de Descartes s'uneix més a Aristòtil. La confusió que relaciona Ryle amb Descartes deriva d'una barreja de metàfores; Descartes i els seus coetanis conceptualitzaren la ment com una cosa de proporcions físiques (tot i que inconcebibles), i això permet una diferenciació entre el sentit "intern" i l'"extern". Açò es vincula amb el discurs de Descartes, que deriva el coneixement i la comprensió de les realitats externes sobre la base de la certesa interna.